# Aphilopota zonata
Aphilopota zonata là một loài bướm đêm trong họ Geometridae.